# Lannemaignan
Lannemaignan település Franciaországban, Gers megyében. Lakosainak száma 105 fő (2022. január 1.). Lannemaignan Arthez-d’Armagnac, Le Frêche, Labastide-d’Armagnac, Montégut, Castex-d’Armagnac és Mauléon-d’Armagnac községekkel határos.

## Népesség
A település népességének változása:
| Lakosok száma | 200  | 132  | 118  | 108  | 107  | 108  | 109  | 106  | 106  | 105  |
|               | 1968 | 1982 | 1990 | 2006 | 2013 | 2015 | 2017 | 2019 | 2020 | 2022 |